# Honda Zest
La Honda Zest è un'autovettura appartenente alla categoria di auto chiamate kei car, prodotta dalla casa automobilistica giapponese Honda dal 2006 al 2012.
Anticipata da una concept car dal nome omonimo presentata nel 2006, è spinta da un motore (siglato P07A) tricilindrico turbocompresso da 658 cc posto all'interno del cofano anteriore in posizione trasversale, con la trazione anteriore o optional su ambedue gli assi. 
La Zest ha una carrozzeria di tipo monovolume ed è derivata meccanicamente dalla quinta generazione della Honda Life.